# Niuserre
Niuserre byl druhým synem faraona Neferirkarea a královny Chentkaus II. a šestým faraonem 5. dynastie, vládl v letech 2402–2374 př. Kr.

## Rodina
Jeho matka Chentkaus II. porodila dvojčata Raneferefa a Niuserrea, přičemž oba se postupně stali faraony 5. dynastie, Raneferef jen krátce, jeho bratru Niuserreovi, který byl jeho následníkem, se podařilo vládnout zhruba 31 let. Zajímavá shoda existence více královen stejného jména Chentkaus dokresluje prokázání existence královny Chentkaus III., a to jako manželky předchozího faraona Raneferefa. Odkrytí hrobky královny Chentkaus III. a její podrobná dokumentace je mezinárodně uznávaným úspěchem prací českých egyptologů v rozsáhlé Abúsírské koncesi.

 

Jeho manželkou a královnou byla Reputnub, jejíž jméno a vztah k Niuserremu zaznamenal Ludwig Borchardt na zlomku sochy: 
| G16 | F36 | t · U7 | M23 | t · N41 | U6 | r&t | f |

| G16 | F36 | t · U7 | M23 | t · N41 | U6 | r&t | f |

Reputnub byla také matkou následníka Menkauhora.

## Hrobka

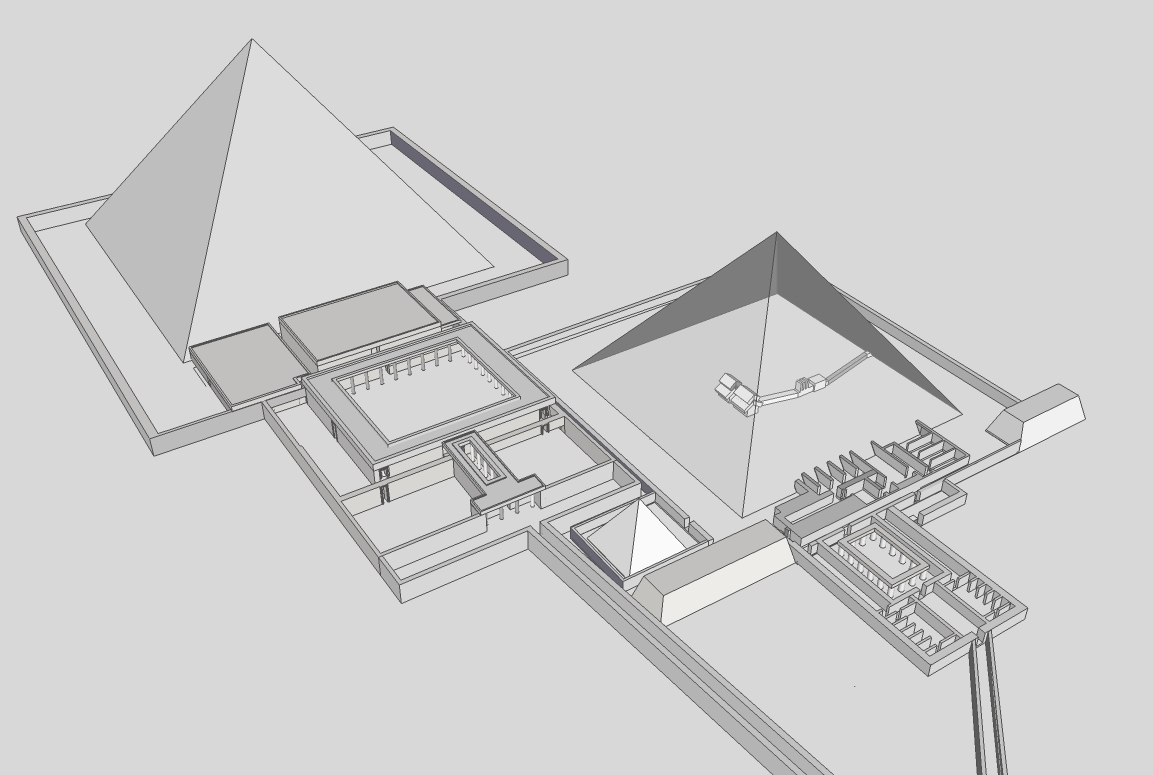
Pyramidový komplex králů Neferirkarea a Niuserrea

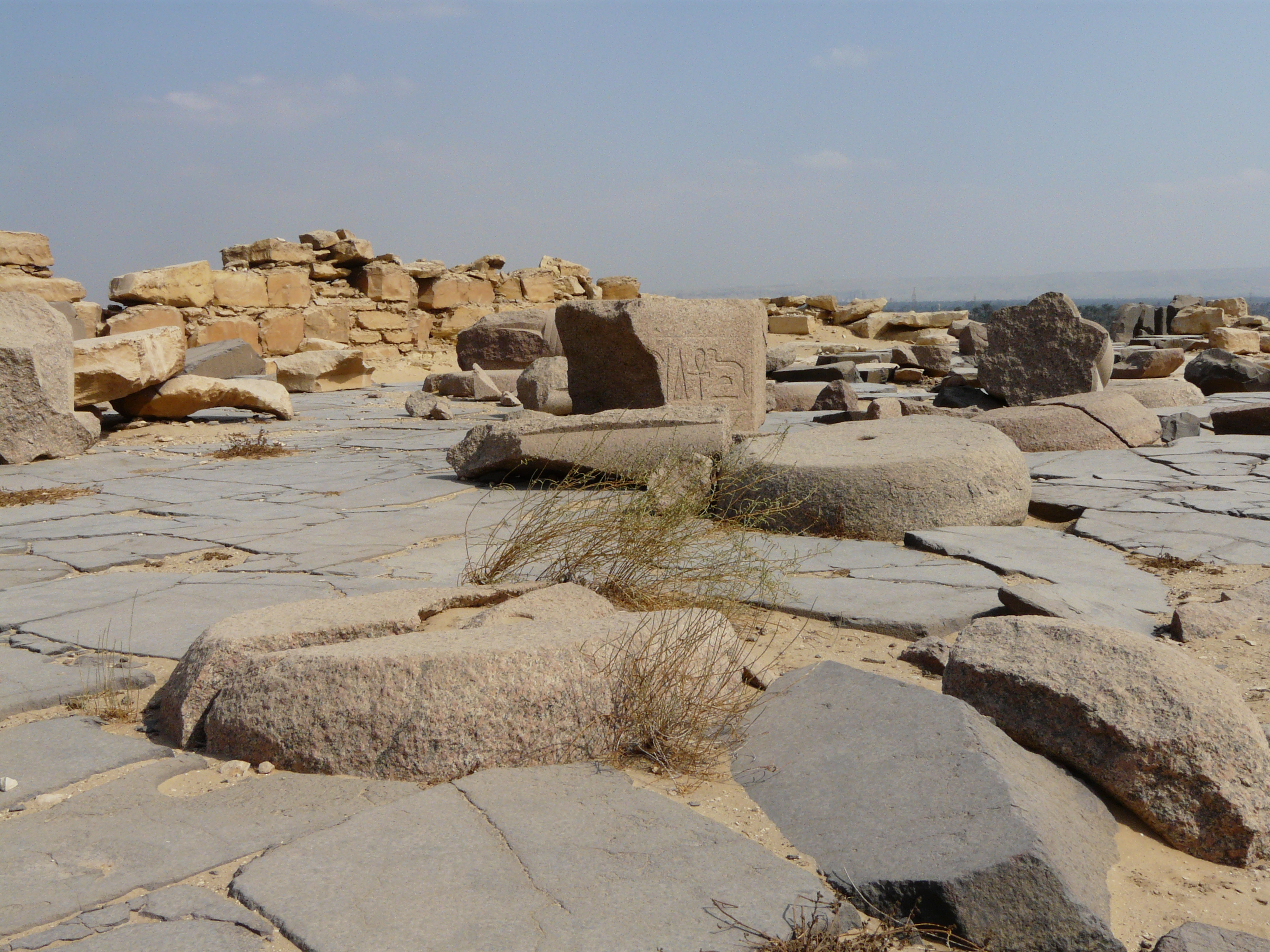
Zbytky zádušního chrámu

Niuserreův pyramidový komplex se nachází v prostoru mezi pyramidami jeho předchůdců Sahurea a Neferirkarea, přičemž jeho zádušní chrám navazuje na Neferirkareův údolní chrám. Poměrně dlouhá doba Niuserreovy vlády a patrně prosperující stav říše mu umožnily rozvinout jeho stavitelské záměry. Zejména to je sluneční chrám v Abu Gorab, jeho pyramida v Abúsíru, jižně od jeho pyramidy, pyramida jeho matky Chentkaus II., nebo také pyramida pro jeho předčasně zemřelého bratra Raneferefa. Tato pyramida je rovněž označována jako Lepsius XXIV. Měl snahu dokončit pyramidu a zádušní chrám svého otce Neferirkarea. Některé archeologické výzkumy naznačily, že Niuserre také usiloval o obnovení kultu faraona Menkaurea a jeho ženy Chentkaus I. Některé rekonstrukce byly za Niuserreovy vlády provedeny i na slunečním chrámu boha Re, které uskutečnil již zakladatel 5. dynastie Veserkaf.

## Vládnoucí elita
Zdá se, že v období Niuserreovy vlády podstatně vzrostl vliv správních struktur, vezírů, nomarchů (nejvyšší představitelé správních oblastí nomů), úředníků pověřených správou rozličných oblastí říše, soudců, kněží aj. Příkladem je vezír Ptahšepses, který za Niuserreovy vlády, bez ohledu na svůj nekrálovský původ, dosáhl v říši vrcholové funkce. Nakonec si za manželku vzal Niuserreovu dceru. Nechal si postavil honosnou hrobku (mastabu), na jejímž výzkumu a dokumentaci se významně podílel Český egyptologický ústav UK.